# دون سيمونز
دون سيمونز (بالإنجليزية: Donald Simmons)‏ هو طيار ومسير أعمال وضابط جوي وسياسي أسترالي، ولد في 14 فبراير 1918، وتوفي في 28 أغسطس 1986. حزبياً، نشط في حزب العمال الأسترالي (فرع جنوب أستراليا) ‏. وقد انتخب عضو مجلس النواب جنوب أستراليا من الجمعية عن دائرة Electoral district of Peake ‏ وقد انضم خلال فترته النيابية (30 مايو 1970 – 14 سبتمبر 1979) للكتلة البرلمانية حزب العمال الأسترالي (فرع جنوب أستراليا) ‏.